# Dimorphanthera wrightiana
Dimorphanthera wrightiana är en ljungväxtart som beskrevs av J. J. Smith. Dimorphanthera wrightiana ingår i släktet Dimorphanthera och familjen ljungväxter. Inga underarter finns listade i Catalogue of Life.